# Видогошч
Видогошч (рус. Видогощь) река је на северозападу европског дела Руске Федерације. Протиче преко територије Новгородског рејона на северу Новгородске области и десна је притока реке Веронде, те део басена језера Иљмењ и Балтичког мора.
Свој тог почиње у мочварном подручју Сидорово западно од села Видогошч, а у Веронду се улива на око 6 km узводно од њеног ушћа у језеро Иљмењ. Укупна дужина водотока је 34 km, док је површина сливног подручја око 230 km².